# Gypona pallens
Gypona pallens är en insektsart som beskrevs av Hermann Burmeister 1839. Gypona pallens ingår i släktet Gypona och familjen dvärgstritar. Inga underarter finns listade i Catalogue of Life.